# Aedes mixtus
Aedes mixtus är en tvåvingeart som beskrevs av Edwards 1936. Aedes mixtus ingår i släktet Aedes och familjen stickmyggor. Inga underarter finns listade i Catalogue of Life.